# Charles Tickner
Charles Tickner, född 13 november 1953 i Lafayette i Kalifornien, är en amerikansk före detta konståkare.
Tickner blev olympisk bronsmedaljör i konståkning vid vinterspelen 1980 i Lake Placid.